# Lushar (häradshuvudort i Kina, Qinghai Sheng, lat 36,48, long 101,56)
Lushar (kinesiska: 鲁沙尔, 湟中县) är en häradshuvudort i Kina. Den ligger i provinsen Qinghai, i den nordvästra delen av landet, omkring 25 kilometer sydväst om provinshuvudstaden Xining. Antalet invånare är 437 835. Befolkningen består av 209 303 kvinnor och 228 532 män. Barn under 15 år utgör 21,0 %, vuxna 15-64 år 72 %, och äldre över 65 år 6,0 %.
Runt Lushar är det ganska tätbefolkat, med 207 invånare per kvadratkilometer. Lushar är det största samhället i trakten. Trakten runt Lushar består i huvudsak av gräsmarker.
Genomsnittlig årsnederbörd är 537 millimeter. Den regnigaste månaden är juli, med i genomsnitt 140 mm nederbörd, och den torraste är januari, med 3 mm nederbörd.